# 1491, la història mai explicada de les Amèriques abans de Colom
1491, la història mai explicada de les Amèriques abans de Colom (originalment en anglès, 1491: The Untold Story of the Americas Before Columbus) és una minisèrie de televisió de docudrama de vuit capítols basada en el llibre 1491: New Revelations of the Americas Before Columbus de Charles C. Mann. Va ser coproduïda al Canadà per Aarrow Productions i Animiki See Digital Production i es va emetre per primera vegada al canal canadenc Aboriginal Peoples Television Network el 2017. El rodatge va tenir lloc al Canadà, als Estats Units, a Mèxic i al Perú i la seva creació va implicar més de 400 membres del repartiment i equip indígenes.
Mitjançant una representació dramàtica, veus en off del narrador i entrevistes amb els principals estudiosos indígenes, la sèrie il·lustra que abans de l'arribada de Cristòfor Colom a les Amèriques l'hemisferi occidental estava poblat de societats indígenes avançades en agricultura, astronomia, arquitectura, govern, medicina, tecnologia, ciència, comerç i art. Es mostren exemples específics de vuit regions geogràfiques d'Amèrica. Presentada des d'una perspectiva indígena, la sèrie segueix una línia de temps des de fa 20.000 anys fins al 1491.
El 25 de setembre de 2020 es va estrenar la versió doblada al català al canal 33.